# 留置権
留置権（りゅうちけん）は、他人の物の占有者が、その物に関して生じた債権の弁済を受けるまで、その物を留置して、債務者の弁済を間接的に強制する担保物権を言う。先取特権と同じ法定担保物権に属するが、先取特権に認められる物上代位性や制度上の優先弁済の効力は留置権には認められない（ただし、留置権にも事実上の優先弁済が可能となる場合がある）。民法295条以下で規定されている民法上の留置権（民事留置権）のほか、商法に規定されている留置権（商事留置権）もある。
- 民法は、以下で条数のみ記載する。

## 民事留置権
AがBにコンピュータの修理を依頼したとする。修理代は修理が終わりAに引き渡す際に支払うこととなっていたが、修理が終わったことを知らせるとAは突然、「そのコンピュータは自分のものだからすぐに返せ」と請求してきた（所有権に基づく返還請求）。このときBはAに対して「修理代金を支払わない限り、コンピュータは返さない。」と主張する法的な権利を持っている。これが留置権である。
ここでは、留置権を主張するBのことを留置権者といい、留置権を主張することによって履行を担保されている債権（Bの代金請求権）を被担保債権という。
留置権は同時履行の抗弁権と同様の機能をもつ。上の例の場合、BはAに対して契約に基づく報酬（修理代金）を請求する権利があるのだから、同時履行の抗弁権を主張しても同様の効果が得られる。両者の違いについては#同時履行の抗弁権との違いを参照。

### 留置権の成立要件

#### 概説
留置権は、以下の要件を満たした場合に主張することができる。
1. 他人の物を占有していること（295条1項）。
2. 債権が目的物に関して生じたものであること（第295条1項）。
3. 債権が弁済期にあること（第295条1項）。
4. 占有が不法行為によって始まったのではないこと（第295条2項）。

#### 目的物と債権の牽連性
留置権の成立要件で特に問題となるのが「債権が目的物に関して生じたものであること」という要件である。これは「目的物と債権の牽連性があること」と言い換えられる。一般的にこの牽連性が認められるのは、被担保債権が、目的物それ自体から発生したものである場合（目的物の保管にかかった費用の償還請求権など）と物の引渡を内容とする義務から発生したものである場合（修理代金請求権など）である。
借家契約終了時に借家人が家主に対して費用償還請求権を有している場合（例えば借家の屋根が壊れたのでこれを借家人が修理した場合、本来修理するのは家主の義務であるから、借家人は修理費用を家主に対して請求できる。これを費用償還請求権といい、賃貸借に関する608条に規定がある）には、これを被担保債権として借家の返還義務について留置権を主張できる。
しかし、敷金返還請求、造作買取請求を被担保債権として建物の留置権を主張することは、判例では、建物に関して生じた債権ではないのでできないとしている。

#### 295条2項類推適用
なお、295条2項の規定は売買契約などの双務契約が詐欺によって取消された場合に発生する原状回復義務について類推適用される。例えば、買主が売主の詐欺があったことを理由に売買契約を取消した場合、代金と売買された品物をお互いに返却する義務（原状回復義務といい、その性質は不当利得に基づく返還義務である）が生じるが、このときに詐欺をした売主が「品物を返さなければ代金も返さない」という主張（同時履行の抗弁権）を主張することがこの規定によってできなくなるのである（詐欺によって代金を得たことが「不法行為によって」代金を占有したことに該当する）。

### 留置権の性質･効力
性質
- 留置権には付従性、随伴性、不可分性が認められる。
- 留置権には物上代位性はない。

効力
- 留置的効力が認められる。
- 優先弁済的効力はない。

#### 留置権者の権利義務
- 留置権者の権利
  - 留置的効力（295条1項） - 留置権の本体的効力である。
  - 果実取得権（297条）
  - 費用償還請求権（299条）

※留置権の行使（引換給付判決）と競売権（民事執行法195条）については後述
- 留置権者の義務
  - 留置権者の善管注意義務（298条1項）
  - 留置物の使用・賃貸・担保について債務者の承諾を得る義務（298条2項本文） - 留置物の保存行為としての使用には承諾不要（298条2項但書）

#### 留置権の行使
- 引換給付判決と形式競売
留置権の効力は上記の通り、弁済（上記の例でいえばコンピュータを返還するという債務を履行すること）を適法に拒否することができることである。もし、裁判によってこれを解決した場合には、引換給付判決（上記の例でいえば、BはAから代金支払を受ける代わりにコンピューターをAに返却せよ、という判決）を得ることができる。
しかし、長期にわたって目的物を留置しなければならない場合には、それが負担になることもある（例えば、生簀の活魚を留置し、えさ代がかかったり、病気ならないように監視するといったように管理が大変なものなど）。
そこで、目的物を競売にかけていったん現金化することが認められる場合もある（民事執行法195条、形式競売という）。
この場合、留置権者は、債務者に対して換価金返還義務を負うことになるが、被担保債権と相殺することによって、事実上の優先弁済を受けることになる。
また、目的物が動産の場合、引渡を拒絶できるのだから、これを差し押さえることができない。不動産の場合には差押えることができ、競売にかけることもできる。しかし、競落後も留置権は存続するため、競売でその不動産を落札した者が引渡を受けるためには留置権によって担保されている債権を弁済して消滅させなければならない。よって、留置権者は事実上、優先的に弁済を受けることができることになる。

- 被担保債権の消滅時効との関係
留置権の行使は、被担保債権の消滅時効の進行を妨げない（300条）。ただし、留置物返還請求訴訟において留置権が抗弁として行使された場合、訴訟係属中、被担保債権についての権利主張も係属してなされているものということができ、時効中断の効力も訴訟係属中存続する。そして、訴訟終結後6箇月以内に強力な中断事由に訴えれば時効中断の効力は維持される（最大判昭38・10・30）。

### 留置権の消滅
- 留置権者の義務違反（298条）
留置権者が298条1項・2項の規定に違反したときは、債務者は、留置権の消滅を請求することができる（298条3項）。
- 被担保債権の消滅時効（300条）
- 代担保の提供（301条）
- 占有の喪失（302条）

## 商事留置権
商事留置権とは、広義には商法上に規定される留置権の総称をいい、狭義にはこのうち商人間の留置権のみを指す（商法第521条）。
- 商人間の留置権（狭義の商事留置権、商法第521条）

商人間の双方にとって商行為となる行為によって生じた債権が弁済期にあるときには、債権者はその債権の弁済を受けるまで、その債務者との間における商行為によって自己の占有に属することとなった債務者の所有物や有価証券を留置することができる（商法第521条本文）。商人間の留置権の場合、目的物と被担保債権の間に牽連性がなくても良いとされる。つまり、双方の商行為に基づく債権の相手方の所有物が、全く違う取引などによってたまたま手元にあった場合、これを担保として留置権を主張することができる。ただし、民事留置権とは異なり第三者の所有物を留置することはできない。
- 問屋の留置権（商法第557条）
- 運送取扱人の留置権（商法第562条）
- 陸上運送人・海上運送人の留置権（商法第589条・商法第753条2項）

## 倒産法と留置権
倒産法においては、民事留置権と商事留置権の取り扱いは大きく異なる。
第一に、倒産手続全般において、民事留置権は担保権として保護されないが、商事留置権は保護される。
第二に、破産法の規定では、民事留置権は消滅する（第66条第3項）が、商事留置権は、特別の先取特権とみなされ（第66条第1項）、別除権として（第2条第9号）、破産手続によらないで、行使することができる（第65条第1項）。
第三に、民事再生、特別清算及び会社更生では、民事留置権は別除権又は更生担保権にはならないが、破産のように消滅することはない。
この結果、引き続き目的物を留置することも認められ、再生債務者等がその返還を求めても、これを拒むことができる。商事留置権は別除権又は更生担保権として扱われるが、特別の先取特権とはならない。

## 同時履行の抗弁権との違い
同時履行の抗弁権は、留置権と同様に履行拒絶の権能を持ち、両者ともにその主張により引換給付判決を得られることなどから、留置権に類似するものとしてよく挙げられる。しかしその取り扱いには様々な差異があり、どちらをも主張しうる場合もあれば、どちらか一方のみ主張できる場合もある。